# Volksbank Raiffeisenbank Regensburg-Schwandorf
Die Volksbank Raiffeisenbank Regensburg-Schwandorf eG ist eine Genossenschaftsbank mit Sitz in Regensburg in der Oberpfalz in Bayern.

## Geschichte
Die Bank entstand im Jahr 2018 aus der Fusion der Volksbank Regensburg mit der Raiffeisenbank Schwandorf-Nittenau eG.

## Sicherungseinrichtung
Die Volksbank Raiffeisenbank Regensburg-Schwandorf eG ist der amtlich anerkannten BVR Institutssicherung GmbH und der zusätzlichen freiwilligen Sicherungseinrichtung des Bundesverbandes der Deutschen Volksbanken und Raiffeisenbanken e. V. angeschlossen.